# Corpus Delicti
Corpus Delicti (el Cos del Delicte) fou una exposició col·lectiva que va tancar un cicle d'exposicions a l'Espai 13 de la Fundació Joan Miró comissariat per Frederic Montornés i Dalmau. L'exposició fou el resum de tres anys de propostes en la qual es tornà a reunir els 15 artistes que van exposar a la sala entre l'octubre de 1991 i el juny de 1994, els quals presentaren en aquesta ocasió una sola obra com a síntesi de la seva experiència en el pas per l'Espai 13.

## Antecedents
Frederic Montornés s'inicià en l'àmbit del comissariat d'exposicions precisament amb Espai 13 de la Fundació Miró on programarà tres cicles d'exposicions en els que hi passaran 15 artistes diferents. Cada cicle girava al voltant d'un eix vertebrador, en el context del qual els artistes van elaborant les seves propostes.
En el primer cicle, Comunicacions. El vigor de l'efímer, hi participaren els artistes Jarg Geismar, Esther Rovira, Manuel Saiz, Paco Vacas, Idroj Sanicne i André Jasinski, els quals reflexionaven sobre la comunicació entre l'artista i l'espectador, així com el valor testimonial que adquiria l'obra fruit d'aquesta relació.
En el segon cicle, Bloc de fragments, els artistes foren Montserrat Soto, Ana Laura Alaez-Alberto Peral, Ester Baulida i Mitja Tusek. En aquesta ocasió, es convidava a l'espectador a percebre l'obra com a part o fragment vivencial del procés creatiu de l'artista.
Finalment, el tercer cicle, que proposava una reflexió al voltant del paper del comissari en tant que pont comunicatiu entre artista, obra i espectador. El cicle acollí sota el nom de Sense Títol exposicions individuals dels artistes Serafín Rodríguez, Susy Gómez, Jesús Martínez Oliva i Tere Recarens, així com una darrera exposició a manera de tancament en la que tots 15 artistes hi participaren amb una sola obra.

## Corpus Delicti
L'exposició (05/05/1994-19/06/1994) és fruit d'una proposta final del comissari per materialitzar el seu desig de reunir tots aquells artistes amb qui havia estat treballant els darrers tres anys, precisament a l'espai que els havia trobat: l'Espai 13 de la Fundació Miró. Alhora, un espai entès pel comissari com un cos en el que cada artista havia anat tatuant en el seu pas, un cos del delicte.
Per aquesta ocasió, Montornés demanà als artistes "una imatge que parlés del que per ells ha estat aquest espai, que es pogués veure davant d'una paret -pell- i que, per raons d'espai i nombre d'artistes, no fos gaire gran. Una imatge per un projecte epidèrmic."
El resultat fou una exposició heterogènia, on l'espectador podia acabar de reflexionar sobre l'obra dels diferents artistes i relacionar-los entre ells, mentre es forjava un determinat judici dels participants al llarg dels tres anys. Alhora, l'exposició fou una ocasió per abordar diferents qüestions al voltant de la impossibilitat de tancar els discursos artistics, els significats de les obres i llur interpretacions, ja siguin provinents dels comissaris com del mateix públic.